# Massa de pimentão
A massa de pimentão, também conhecida como pasta de pimento, é um tempero típico na cozinha portuguesa. É um tipo de pasta feita de pimentões-doce e sal, utilizada para temperar pratos de peixe ou carne.